# Иванов, Сергей Игоревич
Сергей Игоревич Иванов (род. 16 октября 2000) — российский гандболист, выступает за гандбольный клуб «Партизан» (Белград) и сборную России по гандболу.

## Карьера

### Клубная
С 2015 года выступает за гандбольный клуб СКИФ. Сначала выступал за вторую команду, а к 2019 году стал основным игроком клуба. Летом 2021 года перешёл в ЦСКА (Москва).

### Международная карьера
Сергей Иванов был приглашён в состав сборной России. Участник чемпионата мира 2021 года, который проходил в Египте.

## Достижения
- Чемпион России: 2023, 2024
- Серебряный призер Чемпионата России: 2022, 2025
- Победитель Суперкубка России: 2023, 2024
- Победитель Кубка России: 2024, 2025